# Кавалерова, Елена Матвеевна
Кавалерова (Борисова) Елена Матвеевна (1791 — 30 марта 1863, Москва) — российская актриса.

## Биография
Точная дата рождения неизвестна. В 1806 году начала сценическую деятельность в труппе Малого театра, где играла до 1835 года. Там же выступала с 1845 по 1863 год. До 1828 года о её ролях в театре нет информации. Новый этап в творчестве Кавалеровой обозначили роли в пьесах князя А. А. Шаховского:
- княжна Холмская (Какаду, 1828),
- Ксантипа (Аристофан, 1828),
- Брюзгина (Ворожея, или Танцы духов, 1829).

Мастерство актрисы высоко ценил Островский, в его комедиях Кавалерова играла купчих, мещанок, свах, нянек — Карповну (Бедная невеста, 1853), Пелагею Егоровну (Бедность не порок, 1854), Спиридоньевну (Не так живи как хочется, 1854), Настасью Панкратьевну (В чужом пиру похмелье, 1856), Матрену (Праздничный сон — до обеда, 1857), Перешивкину (Не сошлись характерами, 1858), Незабудкину (Бедная невеста, 1860), Фоминишну (Свои люди — сочтёмся, 1861).
Умерла Кавалерова в Москве 30 марта (11 апреля) 1863 года.

### Семья
Муж Кавалеровой, Константин Прохорович Кавалеров, бывший крепостной, с 1806 года работал на казенной московской сцене, получил известность исполнением комических ролей слуг. Был щедро наделен талантами, известен как оперный певец и балетный артист. Умер в 1842 году.